# Piscu (Galați)
Pour les articles homonymes, voir Piscu.
Piscu est une ville de Moldavie roumaine, dans le județ de Galați, à l'est du pays.

## Politique
| Parti | Parti                                      | Sièges |
| ----- | ------------------------------------------ | ------ |
|       | Parti social-démocrate (PSD)               | 8      |
|       | Parti national libéral (PNL)               | 2      |
|       | Parti Mouvement populaire (PMP)            | 1      |
|       | Alliance des libéraux et démocrates (ALDE) | 1      |
|       | Union sauvez la Roumanie (USR)             | 1      |

## Personnalités
- Nicu Vlad (1963-), champion olympique et du monde d'haltérophilie.